# 안토니오토 2세 아도르노

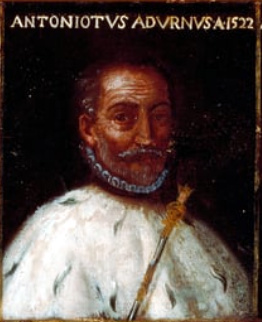

안토니오토 2세 아도르노(Antoniotto II Adorno, 1479년 경 – 1528년 9월 12일)는 1522년부터 1527년까지의 제노바 공화국의 도제이다.
잔노 2세 디 캄포프레고소의 정적으로, 그는 1512년에 프랑스와 스페인 사이에 벌어진 이탈리아 전쟁 중에 프랑스의 군주 루이 12세와 동맹을 맺었다. 노바라에서 프랑스가 패하면서 밀라노에서 은신하게 되었다. 안토니오토는 1513년과 1514년에 두 차례 제노바를 공격했지만 성공을 거두지는 못했다.
프랑스의 롬바르디아 지역 점령 기간(1515년 9월)에 신임 도제인 오타비아노 디 캄포프레고소가 프랑스의 군주 프랑수아 1세와 동맹을 맺자, 안토니오토는 스페인 세력으로 갈아타게 된다. 비코카 전투에서 스페인의 승리는 그에게 도제 자리를 부여해주었다. 같은 해 그는 제노바 공화국을 상대로 일어난 반란에 대한 보복으로 사보나 항구를 파괴시켰다. 그는 적은 지지율을 갖고 프랑스 장군 오데 드 푸아와 안드레아 도리아의 공격까지 5년간 도제 자리에 있었으며, 침입 후에는 제노바를 떠났다.
그는 밀라노에서 정계 은퇴를 했고 1528년에 사망했다.